# Hope for the Dying
Hope for the Dying (znani tudi kot HFTD) so ameriška krščanska metal skupina iz mesta Jonesboro v Illinoisu. Ustanovili so jo leta 2006, aprila 2008 pa so izdali istoimenski prvenstveni EP, ki je bil pozneje predelan in 25. novembra 2008 ponovno izdan pri Strike First Records.

## Zgodovina
Novembra 2008 so Hope for the Dying postali prva skupina, ki je album izdala pri ponovno zagnani založbi Strike First Records, sicer imprintu založbe Facedown Records. Pred prenehanjem delovanja leta 2006 je Strike First Records sodelovala s številnimi skupinami, denimo z War of Ages.
Aprila 2009 so nastopali v sklopu turneje Facedown Fest 2009, opravili pa so tudi samostojno turnejo.
Drugi dolgometražni album, Dissimulation, je bil izdan aprila 2011 pri Facedown Records.
V besedilih so opazni močni vplivi krščanske teologije, tudi sicer se profilirajo kot krščanska skupina.
Facedown Records je založila tudi tretji album, Aletheia, ki je izšel 19. marca 2013, in četrtega z naslovom Legacy, ki pa je bil izdan 4. marca 2016.

## Diskografija
| Datum izdaje      | Naslov                  | Založba          |
| 25. november 2008 | Hope for the Dying (EP) | Facedown Records |
| 26. april 2011    | Dissimulation           | Facedown Records |
| 19. marec 2013    | Aletheia                | Facedown Records |
| 4. marec 2016     | Legacy                  | Facedown Records |

## Člani skupine
Sedanja zasedba
- Josh Ditto – glavni vokal, klaviature (2006–danes)
- James Houseman – glavna kitara, stranski vokal (2006–danes)
- Jack Daniels – ritmična kitara, stranski vokal  (2006–danes)
- Brendan Hengle – bobni, bas kitara (le v studiju) (May 2010 – 2013, 2014–danes)

Nekdanji člani
- James Red Cloud – bas kitara (2006–2007, 2008)
- Brice Voyles – bobni (2006–2009)
- Zach Gowen – bas kitara (2008)
- Jacob Capps – bas kitara (2008–september 2009)
- Jesse Fleming – bobni (2009–januar 2010)
- Ryan Dillon – bas kitara (september 2009–marec 2010)
- E.J. Sugars – bobni (januar–marec 2010)
- Chris Owens – bas kitara (maj 2010–september 2010)

Sekcijski glasbeniki
- Kaleb Luebchow (maj 2013–2014)

Časovnica